# 丹尼爾斯普林斯 (喬治亞州)
丹尼爾斯普林斯（英語：Daniel Springs）是位於美國喬治亞州格林縣（Greene County）的一個非建制地區。該地的面積和人口皆未知。

## 地理
丹尼爾斯普林斯的座標為33°38′58″N 82°58′30″W / 33.64944°N 82.97500°W，而該地的平均海拔高度為188米（即486英尺）。